# رود آردون
رود آردون (به لاتین: Ardon) (به آسی: Ӕрыдон) (به روسی: Ардон) یک رود در روسیه است که در اوستیای شمالی-آلانیا واقع شده‌است.